# Philip Manson-Bahr

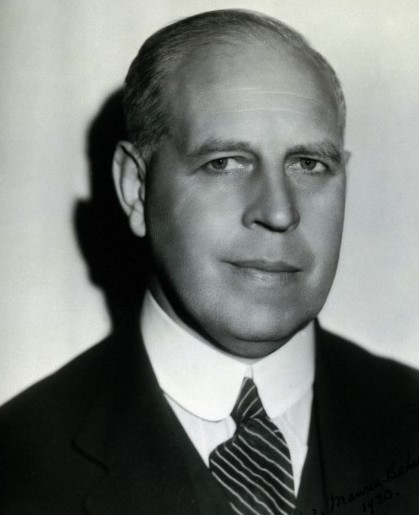
Porträt von Philip Manson-Bahr im Jahr 1930

Sir Philip Henry (Heinrich) Manson-Bahr (* 26. November 1881 in Wavertree, Liverpool, als Philip Henry Bahr; † 19. November 1966) war ein britischer Zoologe und Arzt, der für seine Beiträge zur Tropenmedizin bekannt war. Er änderte seinen Familiennamen in Manson-Bahr, nachdem er Edith Margaret Manson, die Tochter des Doyens der Tropenmedizin, Sir Patrick Manson, geheiratet hatte. Wie sein Schwiegervater widmete er einen Großteil seiner Karriere der Tropenmedizin. Er war beratender Arzt und bekleidete hohe Ämter an der London School of Hygiene and Tropical Medicine und am London Hospital.

## Leben
Manson-Bahr war der Sohn von Louis Friedrich Bahr und Emily Louisa Blessig. Er hatte zwei Schwestern, Caroline Louisa Sophia Bahr, die ein Jahr älter war, und Sophie Catharine Bahr, die sechs Jahre jünger war als er. Sein Vater stammte ursprünglich aus der preußischen Provinz Hannover und zog als Geschäftspartner der Kaufleute und Makler Anthony & Bernard Schroeder & Co. nach Liverpool. Sein Vater wurde schließlich 1874 Vizekonsul für das Deutsche Reich in Liverpool, 1877 wurde er britischer Staatsbürger und war von 1883 bis 1906 deutscher Konsul.
Manson-Bahr begann seine Schullaufbahn an der Queenbank Preparatory School in Liverpool und besuchte anschließend die Rugby School in Warwickshire. Er besuchte das Trinity College in Cambridge und studierte den Tripos in den Naturwissenschaften mit dem Hauptfach Zoologie. Alfred Newton hatte großen Einfluss auf sein lebenslanges Interesse an der Ornithologie. Im Jahr 1904 wurde er als Mitglied in die British Ornithologists’ Union aufgenommen. Er begann ein Medizinstudium am London Hospital und schloss es 1907 ab. Im Jahr 1908 erwarb er den vollen akademischen Grad eines Bachelor of Medicine and Bachelor of Surgery (MB BChir) der University of Cambridge.
Nach seinem medizinischen Abschluss im Jahr 1907 wurde Manson-Bahr Mitglied des Royal College of Surgeons of England und zum Krankenhausarzt ernannt. Im Jahr 1909 leitete er die Stanley-Forschungsexpedition zu den Fidschi-Inseln, um die Dysenterie und Filariose zu untersuchen. Er erforschte die Übertragung eines Filarienwurms  der Gattung Wuchereria, die er sogar demonstrierte, indem er sich selbst infizierte. Er wies nach, dass die Stechmücke Aedes pseudoscutellaris der Überträger des Parasiten auf den Fidschi-Inseln war. Er identifizierte auch Shigella shigae (heute Shigella dysenteriae), ein Bakterium, das schwere Ruhr, die sogenannte Shigellose, verursacht. Im Jahr 1912 verbrachte er auf Einladung der Tea Planter’s Association 14 Monate in Ceylon (heute Sri Lanka), um die tropische Sprue zu untersuchen. Andere Ärzte hatten berichtet, dass es sich bei dem Erreger um eine bakterielle Spezies handelte, doch er identifizierte ihn korrekt als pathogenen Hefepilz Molinia candida (heute Candida albicans). 1913 erhielt er den Horton Smith Prize der University of Cambridge. Während des Ersten Weltkriegs diente er in der britischen Armee in Ägypten, Palästina und den Dardanellen. 1917 wurde er für seine Dienste mit dem Distinguished Service Order ausgezeichnet. Er war maßgeblich an der Ausrottung der 1918 in Ägypten ausgebrochenen Cholera und der Pellagra unter den Kriegsgefangenen beteiligt. Nach Kriegsende 1919 trat er in das Albert Dock Seamen’s Hospital ein und wechselte dann an das Hospital der London School of Tropical Medicine. Außerdem war er Dozent an der London School of Hygiene and Tropical Medicine. Von 1927 bis 1947 war er als beratender Arzt für das Kolonialamt und die Crown Agents tätig. 1937 wurde er mit der Bernhard-Nocht-Medaille des Bernhard-Nocht-Instituts für Tropenmedizin in Hamburg ausgezeichnet. Im selben Jahr wurde er zum Companion des Order of St Michael and St George ernannt. Zwischen 1937 und 1947 war er auch Direktor der Abteilung für klinische Tropenmedizin. 1941 wurde er als Knight Bachelor geadelt. Von 1946 bis 1948 war er Präsident der Royal Society of Tropical Medicine and Hygiene. 1946 war er Präsident der Medical Society of London. Zudem war er Präsident der Medical Art Society. 1949 erhielt er die Mary Kingsley Medal der Liverpool School of Hygiene and Tropical Medicine. Von 1950 bis 1953 war er Vorsitzender des British Ornithologists’ Club. Zudem war er im Council der Zoological Society of London. 1953 erhielt er die Ehrendoktorwürde (Honorary MD) der Universität Malaya. 1957 wurde er mit dem Prix Émile Brumpt in Paris ausgezeichnet. Von 1961 bis 1964 war er Vizepräsident der British Ornithologist’s Union.
Manson-Bahr entdeckte das Prinzip, das hinter dem charakteristischen Trommelklang der Bekassine steckt. Er fand heraus, dass der Ton dadurch entsteht, dass zwei Schwanzfedern im 90-Grad-Winkel zur Flugrichtung aufgestellt werden. Beim Tauchen erzeugen diese Federn diesen ungewöhnlichen Ton. Er demonstrierte dies vor der British Ornithologists’ Union, indem er zwei Schnepfenfedern in einen Korken steckte, den er dann an einer Schnur um seinen Kopf wirbelte.
Manson-Bahr gab Manson’s Tropical Diseases von der siebten Auflage im Jahr 1921 bis zur 15. Auflage im Jahr 1960 heraus. (Ursprünglich trug es den Titel Tropical Diseases: A Manual of Diseases of Warm Climate, a standard textbook in tropical medicine, wurde aber auf Wunsch von Patrick Manson umbenannt).

## Privates
Während seiner Zeit als Arzt im London Hospital lernte Manson-Bahr im Jahr 1907 seine künftige Frau Edith Margaret Manson kennen, die er 1909 in London heiratete. Aus dieser Ehe gingen drei Töchter und zwei Söhne hervor, von denen Philip Edmund Clinton Manson-Bahr später Professor am Tropical Medicine at New Orleans Hospital wurde. Nach dem Tod von Edith Margaret Manson im Jahr 1948 heiratete Manson-Bahr im Jahr 1950 Edith Mary Grossmith.